# Троє чоловіків і немовля
«Троє чоловіків і немовля» (англ. Three Men and a Baby) — американська кінокомедія, знята 1987 року режисером Леонардом Німоєм; ремейк французького фільму 1985 року «Троє чоловіків та немовля в люльці».
Слоган фільму:

Вони змінили її підгузки. Вона змінила їхнє життя (англ. They changed her diapers. She changed their lives)

## Синопсис
Архітектор Пітер Мітчелл (Том Селлек), актор Джек Голден і мультиплікатор Майкл Келлам (Стів Гуттенберг) — троє друзів, які ведуть щасливе життя в розкішній нью-йоркській квартирі. Усі вони холостяки, котрі не збираються найближчим часом змінювати своє життя і заводити серйозні стосунки з жінками, тож спільне проживання їх повністю влаштовує: вони не почуваються самотніми і при цьому не зв'язані жодними обов'язками.
Усе змінюється, коли на їхньому порозі з'являється Мері — немовля, котре, якщо вірити записці, народилося в результаті інтрижки між Джеком та однією з його недавніх колег. Наразі Джека в Нью-Йорку немає — він у Туреччині, знімається у другосортному фільмі, і Пітеру з Майклом доводиться самотужки дбати про дитину. Річ у тім, що Джек повідомив їм про прибуття якоїсь посилки, і, побачивши Мері, чоловіки одразу вирішили, що їхній товариш мав на увазі саме її. Клопоти Пітера і Майкла, які гадки не мають, як дбати про немовля, стануть ще тяжчими після повернення Джека — зрештою, він про доньку не знав, і навіть не здогадувався, що вона чекатиме його вдома.

## У ролях
| Том Селлек       | ···· | Пітер Мітчелл               |
| Стів Гуттенберг  | ···· | Майкл Келлам                |
| Тед Денсон       | ···· | Джек Голден                 |
| Ненсі Тревіс     | ···· | Сильвія Беннінгттон         |
| Маргарет Колін   | ···· | Ребекка                     |
| Олександра Аміні | ···· | Петті                       |
| Франсін Бірс     | ···· | жінка в сувенірній крамниці |
| Ліза Блер        | ···· | Мері Беннігтон              |
| Мішель Блер      | ···· | Мері Беннігтон              |
| Філіп Боско      | ···· | Мелковіц                    |

## Визнання
| Нагороди та номінації фільму «Троє чоловіків і немовля» | Нагороди та номінації фільму «Троє чоловіків і немовля» | Нагороди та номінації фільму «Троє чоловіків і немовля» | Нагороди та номінації фільму «Троє чоловіків і немовля» | Нагороди та номінації фільму «Троє чоловіків і немовля» | Нагороди та номінації фільму «Троє чоловіків і немовля» |
| Рік                                                     | Нагорода                                                | Категорія                                               | Номінант                                                | Результат                                               |                                                         |
| ------------------------------------------------------- | ------------------------------------------------------- | ------------------------------------------------------- | ------------------------------------------------------- | ------------------------------------------------------- | ------------------------------------------------------- |
| 1988                                                    | ASCAP Film and Television Music Awards                  | Найкасовіший фільм                                      | Троє чоловіків і немовля                                | Перемога                                                |                                                         |
| 1988                                                    | Премія Вибір народу                                     | Улюблене комедійний кінофільм                           | Троє чоловіків і немовля                                | Перемога                                                |                                                         |

## Цікавинки
- За приховану рекламу у фільмі своїх підгузків компанія «Pampers» заплатила $50 000[3].
- У французьких фільмах «Троє чоловіків та немовля в люльці» та «Через 18 років» головних героїв звуть Мішель, П'єр і Жак; в американських — Майкл, Пітер і Джек.